# La Terre, cette inconnue
Pour plus de détails, voir Fiche technique et Distribution.
La Terre, cette inconnue (Nature's Half Acre) est un court métrage documentaire américain réalisé par James Algar, sorti en 1951. Le film fait partie de la série de documentaires True-Life Adventures.

## Fiche technique
- Titre original : Nature's Half Acre
- Titre français : La Terre, cette inconnue
- Réalisation : James Algar
- Narrateur : Winston Hibler
- Scénario : Winston Hibler, Ted Sears et James Algar
- Production : Walt Disney
- Effets d'animation : Joshua Meador
- Photographie : Murl Deusing, John Nash Ott
- Montage : Norman R. Palmer
- Musique : Paul J. Smith
- Pays d'origine : États-Unis
- Format : Couleurs - 1,37:1 - Mono
- Genre : Court métrage, documentaire
- Durée : 33 minutes
- Date de sortie : 28 juillet 1951

Source : Dave Smith

## Distinctions
- Oscar du meilleur court métrage en prises de vues réelles lors de la 24e cérémonie des Oscars[3].

## Origine et production
Lors d'un voyage en août 1948 en Alaska, Walt rencontre Alfred Milotte, propriétaire d'un magasin d'appareils photos et sa femme institutrice Elma. Ils engagent une discussion sur les documentaires consacrés à l'Alaska dont le résultat sera le poste de photographe sur la série de documentaires animaliers True-Life Adventures. Le premier épisode est L'Île aux phoques (On Seal Island) sorti en décembre 1948, suivi par La Vallée des castors durant l'été 1950. Plusieurs courts métrages sont réalisés dans cette série grâce à des séquences tournées par des naturalistes photographes.
John Nash Ott a filmé en accéléré.

## Sortie au cinéma et accueil du public
La Terre, cette inconnue comme tous les moyens métrages de la série True-Life Adventures, d'une durée d'environ 30 minutes chacun, a été diffusé au cinéma conjointement à un long métrage du studio. Pour celui-ci c'est Alice au pays des merveilles. Plusieurs documentaires de la série True-Life Adventures ont été diffusés dans l'émission Disneyland durant sa première année au côté de compilation de courts métrages d'animation de Mickey Mouse, Donald Duck, Dingo ou Pluto.